# Брага (Португалія)
Бра́га (порт. Braga; МФА: [ˈbɾa.gɐ]) — муніципалітет і місто в Португалії, в окрузі Брага. Адміністративний центр округу.  Розташований у північній частині країни, на теренах історичної португальської провінції Дору-Міню. Належить до Бразької архідіоцезії Католицької церкви в Португалії. Права міського самоврядування має з 16 року. Поділяється на 37 парафій. За адміністративним поділом, чинним до 1976 року, був складовою провінції Міню. Площа муніципалітету — 183,4 км², населення муніципалітету — 201 583 ос. (2023); густота населення — 1099,14 осіб/км²
. Патрон — святий Геральд. Святковий день муніципалітету — 24 червня. Поштовий індекс — 4700.  Код місцевої адміністративної одиниці — 0303. Складова статистичного регіону Північ. Найстаріше місто країни. Збудоване римлянами як Бракара-Августа, столиця Галлеції. Центр Бразького архієпископства, що відігравало провідну роль у християнізації Піренейського півострова. Колишня столиця Свевського королівства (409—584). Перебувало під владю мусульманського Аль-Андалусу (715—868), завойоване в ході Реконкісти. Увійшло до складу Португальського графства (1096), згодом — королівства. Окраса міста — Бразький собор. Третє найбільше місто Португалії після Лісабона і Порту. Головне місто провінції Міню.

## Назва
- Брака́ра-Авгу́ста (лат. Bracara Augusta) — римська назва з 16 року до н. е.; походить від назви кельтського племені бракарів та імені римського імператора Августа.
- Брака́ра (лат. Bracara) — скорочена римська назва; вживалася до ісламського завоювання.
- Бра́га (порт. Braga) — сучасна португальська назва; відома з XI століття.
- Сакія́т (араб. ساقية, Sâqiyât) — арабська назва часів мусульманського панування (715—868)[2].

Метафоричні:
- Місто архієпископів (порт. Cidade dos Arcebispos) — Брага як столиця Бразького архієпископства.
- Місто бароко (порт. Cidade Barroca) — Брага як архітектурний взірець португальського бароко.
- Португальський Рим (порт. Roma Portuguesa) — Брага як релігійний центр Португалії.

## Географія
Брага розташована на північному заході Португалії, в центрі округу Брага.
Розташоване на півночі країни, між річками Каваду та Есті, за 53  км від міста Порту.
Брага межує на півночі з муніципалітетом Амареш, на північному сході  — з муніципалітетом Повуа-де-Ланьозу, на південному сході — з муніципалітетом Гімарайнш, на півдні — з муніципалітетом Віла-Нова-де-Фамалікан на заході  — з муніципалітетом Барселуш, на північному заході  — з муніципалітетом Віла-Верде.

### Клімат
Брага, розташована між Атлантичним океаном та горами, має помірний атлантичний клімат з 4 порами року.
| Клімат Браги                              | Клімат Браги | Клімат Браги | Клімат Браги | Клімат Браги | Клімат Браги | Клімат Браги | Клімат Браги | Клімат Браги | Клімат Браги | Клімат Браги | Клімат Браги | Клімат Браги | Клімат Браги |
| Показник                                  | Січ.         | Лют.         | Бер.         | Квіт.        | Трав.        | Черв.        | Лип.         | Серп.        | Вер.         | Жовт.        | Лист.        | Груд.        | Рік          |
| Абсолютний максимум, °C                   | 24,0         | 23,5         | 29,5         | 31,0         | 35,5         | 38,5         | 38,5         | 39,5         | 38,5         | 33,5         | 28,5         | 24,1         | 39,5         |
| Середній максимум, °C                     | 13,7         | 14,8         | 17,6         | 18,3         | 21,1         | 25,4         | 27,8         | 28,0         | 25,5         | 20,9         | 16,8         | 14,4         | 20,4         |
| Середня температура, °C                   | 9,0          | 9,9          | 12,3         | 13,2         | 15,8         | 19,5         | 21,4         | 21,4         | 19,4         | 15,9         | 12,3         | 10,2         | 15,0         |
| Середній мінімум, °C                      | 4,3          | 4,9          | 7,0          | 7,9          | 10,4         | 13,5         | 14,9         | 14,7         | 13,2         | 10,8         | 7,7          | 6,0          | 9,6          |
| Абсолютний мінімум, °C                    | −6,4         | −4,5         | −5           | −1,2         | −0,5         | 3,3          | 7,5          | 6,7          | 3,8          | 2,5          | −1,7         | −2,5         | −6,4         |
| Норма опадів, мм                          | 176.4        | 114.8        | 121.6        | 130.8        | 112.9        | 48.6         | 22.0         | 34.0         | 81.7         | 191.7        | 193.9        | 220.2        | 1448.6       |
| ----------------------------------------- | ------------ | ------------ | ------------ | ------------ | ------------ | ------------ | ------------ | ------------ | ------------ | ------------ | ------------ | ------------ | ------------ |
| Джерело: Інститут метеорології Португалії |              |              |              |              |              |              |              |              |              |              |              |              |              |

## Історія

### Римська доба

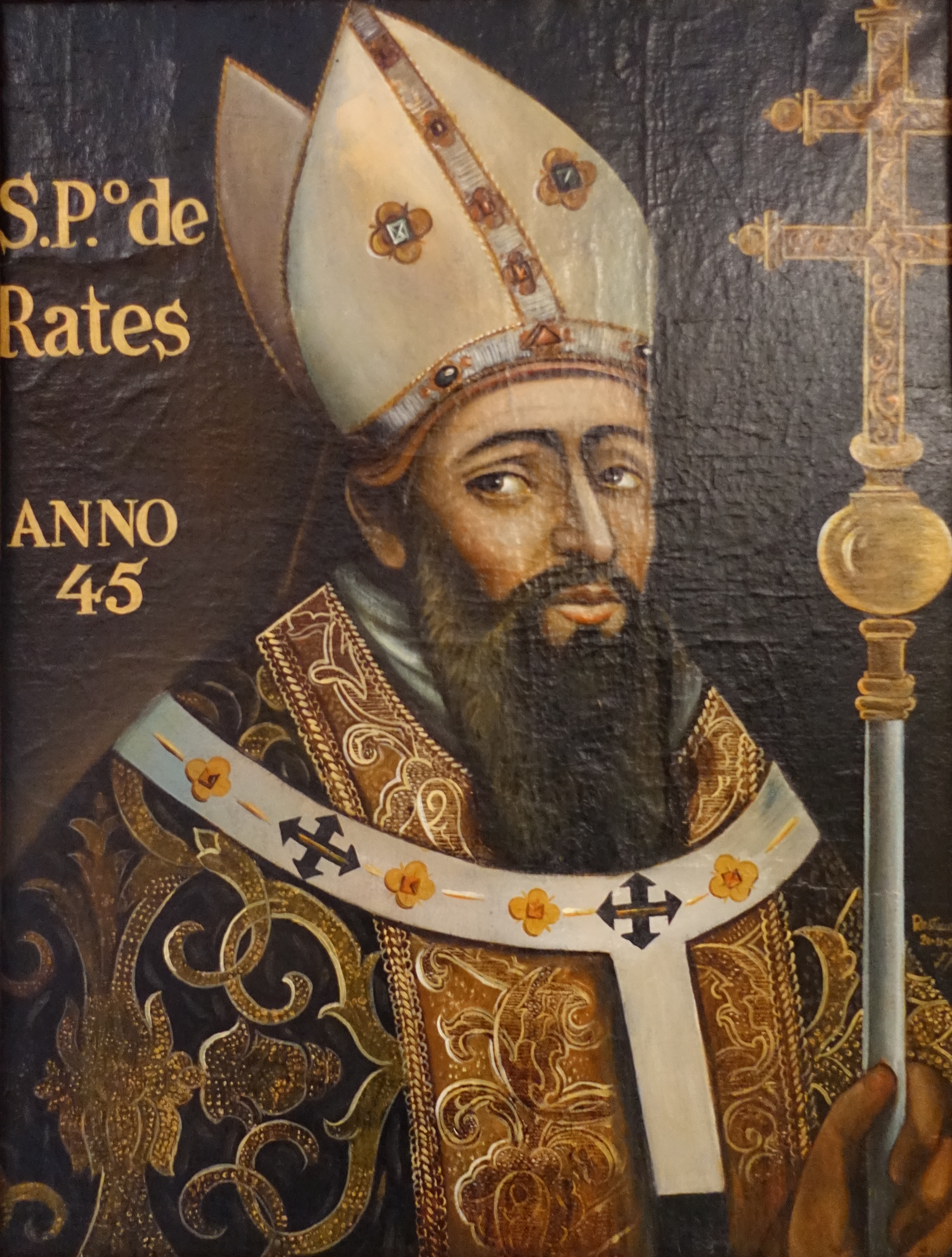
Петро Бразький, перший легендарний єпископ Бразький, учень апостола Якова.

Територія Браги була заселена з часів неоліту. У залізному віці тут з'явилися укріплені поселення, що належали до археологічної культури Кастро. Їхніми мешканцями були кельтські племена бракарів.
Близько 136 року до н. е. Рим розпочав підкорення північно-західних теренів Піренейського півострова. 16 року до н. е. завойовники заснували місто Бракара-Августа (сучасна Брага), назване на честь імператора Августа. Воно стало політично-адміністративним центром римлян у регіоні. Місто швидко розвивалося і досягло максимального розростання в ІІ столітті н. е.
Близько 293 року імператор Діоклетіан надав Бракарі статус столиці провінції Галлеція, а також зробив її центром Бракарського конвенту на південному заході цієї провінції. Місто відігравало важливу роль у романізації та християнізації півострова. В кінці IV століття тут було засноване Бракарське єпископство.

### Германці
У V столітті до Піренейського півострова переселилися германські та сарматські племена з Центральної та Східної Європи. Зокрема, 409 року германське плем'я свевів під проводом Гермеріка, в союзі з аланами, захопило Галлецію і заснувало власне королівство зі столицею в Бракарі. 585 року інше германське плем'я вестготів підкорило свевів, включивши їх до складу Вестготського королівства.
За часів готського панування Бракара була важливим християнським центром. Вихідцем із міста був теолог Павло Орозій, друг святого Августина. Бракарський єпископ Мартин навернув свевів і готів, що були аріанами, до католицької віри. Він також заклав Думеський монастир святого Мартина. Від VI століття бракарські ієрархи односторонньо вважали себе церковними лідерами усього півострова і конкурували за авторитет із Толедським єпископством.

### Реконкіста
711 року розпочалося арабське завоювання Піренейського півострова. 715 року мусульманські війська захопили та сплюндрували Бракару, внаслідок чого місто занепало. Уся міська округа опинилися під окупацією ісламських сил. Бракарське єпископство було перенесено до Луго. Частина містян втекла на північ, до Астурії (згодом — Леон), де влилася у ряди борців руху за відвоювання батьківщини.
868 року Бракару звільнили християнські війська астурійського короля Альфонсо ІІІ. Мусульмани намагалися повернути місто, проводячи грабіжницькі рейди. 1040 року їх остаточно розбив кастильсько-леонський король Фернандо I. Завдяки настанню миру в окрузі 1070 року до Бракари повернулося єпископство. З дозволу Святого Престолу воно отримало статус архідіоцезії. Місто отримало фуерос і права самоврядування. Новий архієпископ Педру реорганізував занепалу громаду, укріпив міські стіни і розпочав спорудження нового міського собору. Від того часу в джерелах поряд із назвою «Бракара» фігурує старопортугальська «Брага».

### Португалія

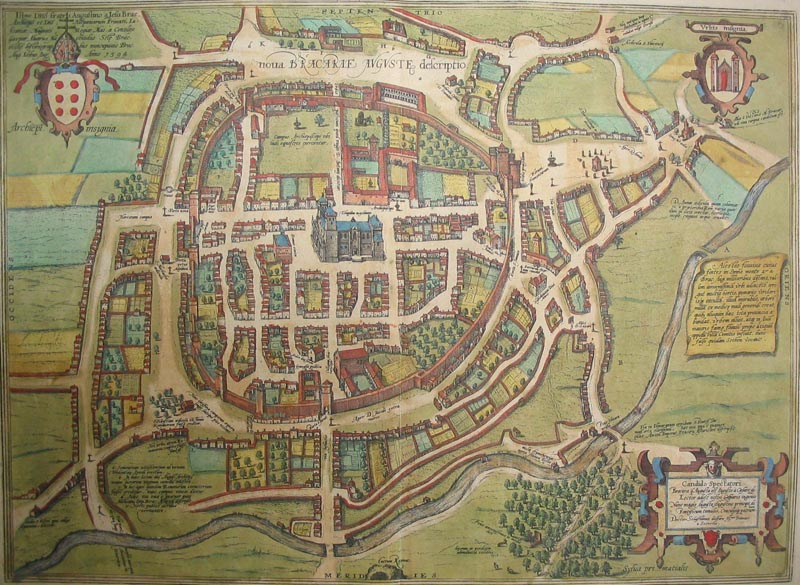
Брага («Civitates orbis terrarum», 1617).

1096 року кастильсько-леонський король Альфонсо VI дарував Брагу як придане своїй доньці Терезі, першій португальській графині. 1112 року вона передала місто у власність бразьких архієпіскопів. Ті стали головними душпастирями Португальського графства, а згодом — Португальського королівства. Брага як архієпископське місто відігравало важливу роль для всього Піренейського півострова, нарівні з Толедо і Сантьяго-де-Компостелою. Ці міста конкурували між собою, інколи вдаючись до нечесної боротьби. Зокрема, аби зменшити вплив Браги, компостельський єпископ Дієго Жельмірес вдався до викрадення мощей з Бразького собору; їх повернули лише в 1990-х роках.
Брага була розбудована у часи правління короля Дініша (1279—1325). Він оновив міські мури, укріпив їх 9-ма квадратними баштами і заклав замок. У XVI столітті архієпископ Діогу де Соза (1505—1532) капітально перебудував Брагу: проклав нові вулиці й площі, а також розширив межі міста поза його мурами. Він також реставрував міський собор, збагативши його елементами мануельського стилю. У XVIII столітті, стараннями духовенства, Брага була перетворена на один із взірцевих центрів барокової архітектури Португалії.
Брага сильно постраждала під час Піренейської війни з Францією (1808—1814) та громадянської війни (1828—1834). 20 березня 1809 року, після битви при Бразі, місто окупували та пограбували наполеонівські війська. 1834 року, внаслідок перемоги лібералів у громадянській війні, у місті були розпущені усі католицькі монастирі. Ці події спричинили занепад Браги, перетворивши її на рядове провінційне місто країни. Деяке пожвавлення відбулось у другій половині ХІХ століття завдяки поверненню португальських колоністів з Бразилії, а також прокладанню залізниці в 1875 році.
Значний розвиток міської інфраструктури відбувся у ХХ столітті. 1936 року місто стало адміністративним центром провінції Міню, а після реформи 1976 року було перетворене на головне місто Бразького округу.

## Релігія
- Центр Бразької архідіоцезії Католицької церкви.

## Населення
- Станом на 2011 рік в Бразі проживало 181 474 осіб; з них 78 954 чоловіків і 85 238 жінок[4].
- Густота населення становила 962 мешканців на 1 км²; одне з найбільш заселених міст країни[4].
- Молодь (до 25 років) — 35 %; працююче населення — 54 %; літні особи — 11 %[4]; одне з наймолодших міст країни[4].
- Національний склад: португальці, бразильці, африканці (з колишніх колоній), китайці, східні європейці.

| Кількість мешканців | Кількість мешканців | Кількість мешканців | Кількість мешканців | Кількість мешканців | Кількість мешканців | Кількість мешканців | Кількість мешканців | Кількість мешканців | Кількість мешканців | Кількість мешканців | Кількість мешканців | Кількість мешканців | Кількість мешканців | Кількість мешканців |
| ------------------- | ------------------- | ------------------- | ------------------- | ------------------- | ------------------- | ------------------- | ------------------- | ------------------- | ------------------- | ------------------- | ------------------- | ------------------- | ------------------- | ------------------- |
| 1864                | 1878                | 1890                | 1900                | 1911                | 1920                | 1930                | 1940                | 1950                | 1960                | 1970                | 1981                | 1991                | 2001                | 2011                |
| 48 420              | 50 962              | 55 424              | 58 339              | 60 836              | 57 019              | 60 761              | 75 846              | 84 142              | 92 938              | 96 918              | 125 472             | 141 256             | 164 192             | 181 494             |

### Українці
У місті існує чисельна українська діаспора. 2012 року відкрилася Українська Кирило-Мефодіївська школа, заснована православною громадою на честь Всіх Святих землі Української. У 2016 році у місті відкрили пам'ятник Героям Небесної сотні.

## Парафії
- Адауфе
- Аркуш
- Арентін
- Авеледа
- Кабрейруш
- Селейруш
- Сівідаде
- Крешпуш
- Куня
- Думе
- Ешкудейруш
- Ешпіню
- Ешпоройнш
- Феррейруш
- Фігейреду
- Фрайян
- Фроссуш
- Гондізалвеш
- Гуалтар
- Гізанде
- Ламасайнш
- Ламаш
- Ломар
- Машімінуш
- Міре-де-Тібайнш
- Моррейра
- Наварра
- Ногейра
- Ногейро
- Падін-да-Граса
- Палмейра
- Панойяш
- Парада-де-Тібайнш
- Педралва
- Позада
- Прішкуш
- Реал
- Руйльє
- Санта-Лукресія-де-Алжеріш
- Санту-Ештеван-ду-Пенсу
- Сан-Жуан-ду-Соту
- Сан-Жозе-де-Сан-Лазару
- Сан-Жуліан-душ-Пассуш
- Сан-Мамеде-де-Еште
- Сан-Пайю-де-Мерелін
- Сан-Педру-де-Еште
- Сан-Педру-де-Мерелін
- Сан-Педру-де-Олівейра
- Сан-Вісенте
- Сан-Вісенте-ду-Пенсу
- Сан-Віктор
- Се
- Семельє
- Секейра
- Собрепошта
- Тадін
- Тебоза
- Тенойнш
- Трандейраш
- Віласа
- Вімієйру
- Фраделуш

## Освіта
- Мінюський університет

## Пам'ятки

Брага - Braga
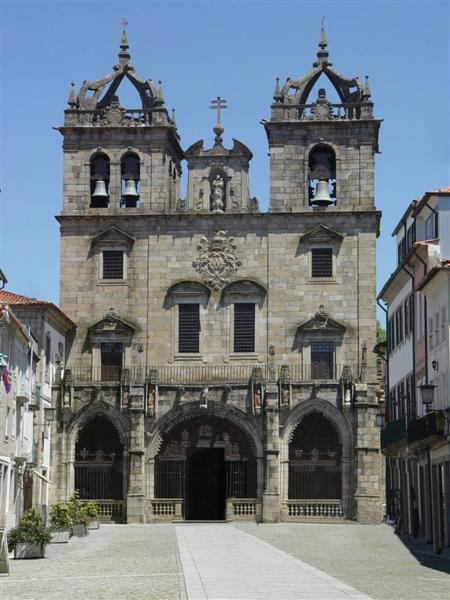
Бразький собор
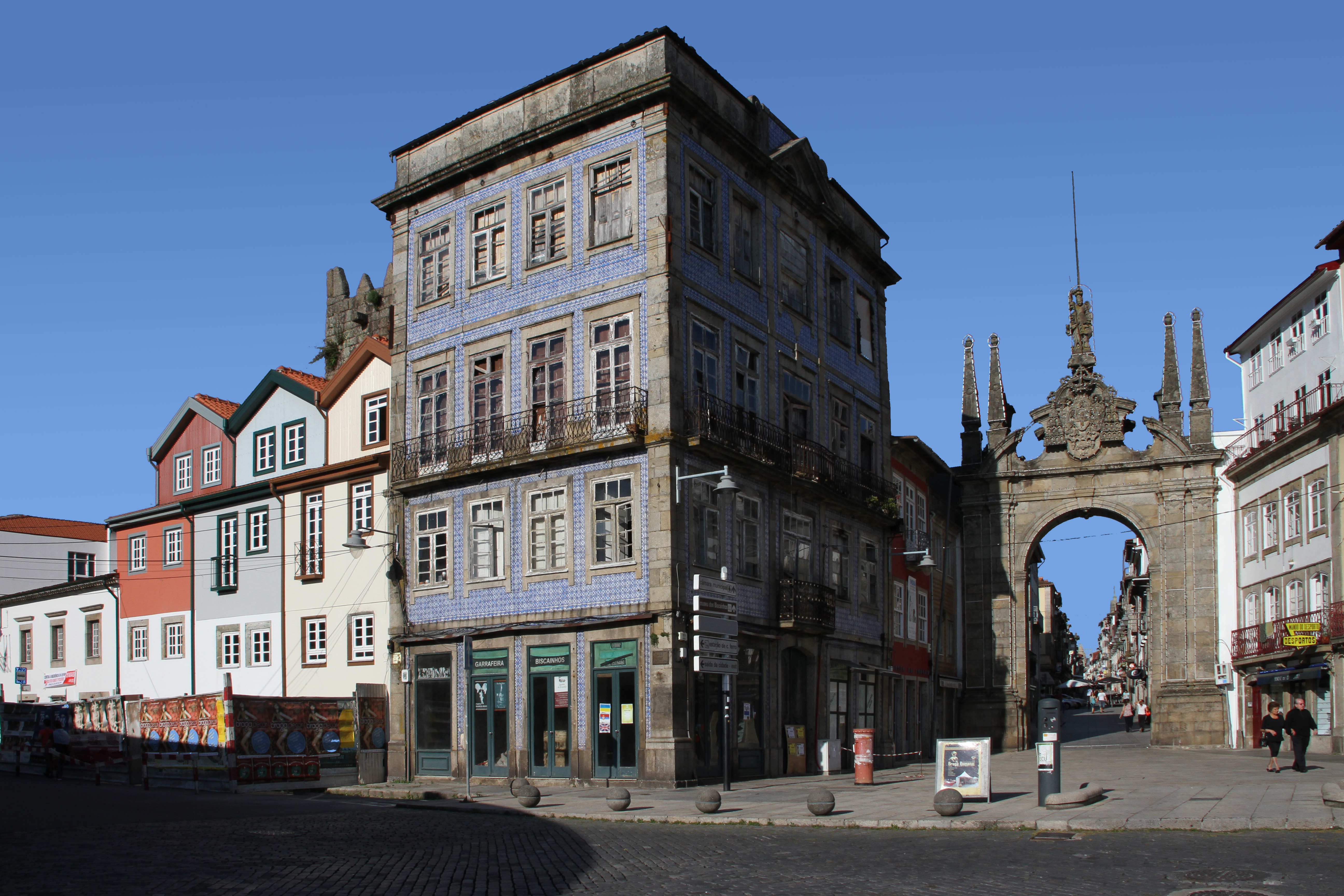
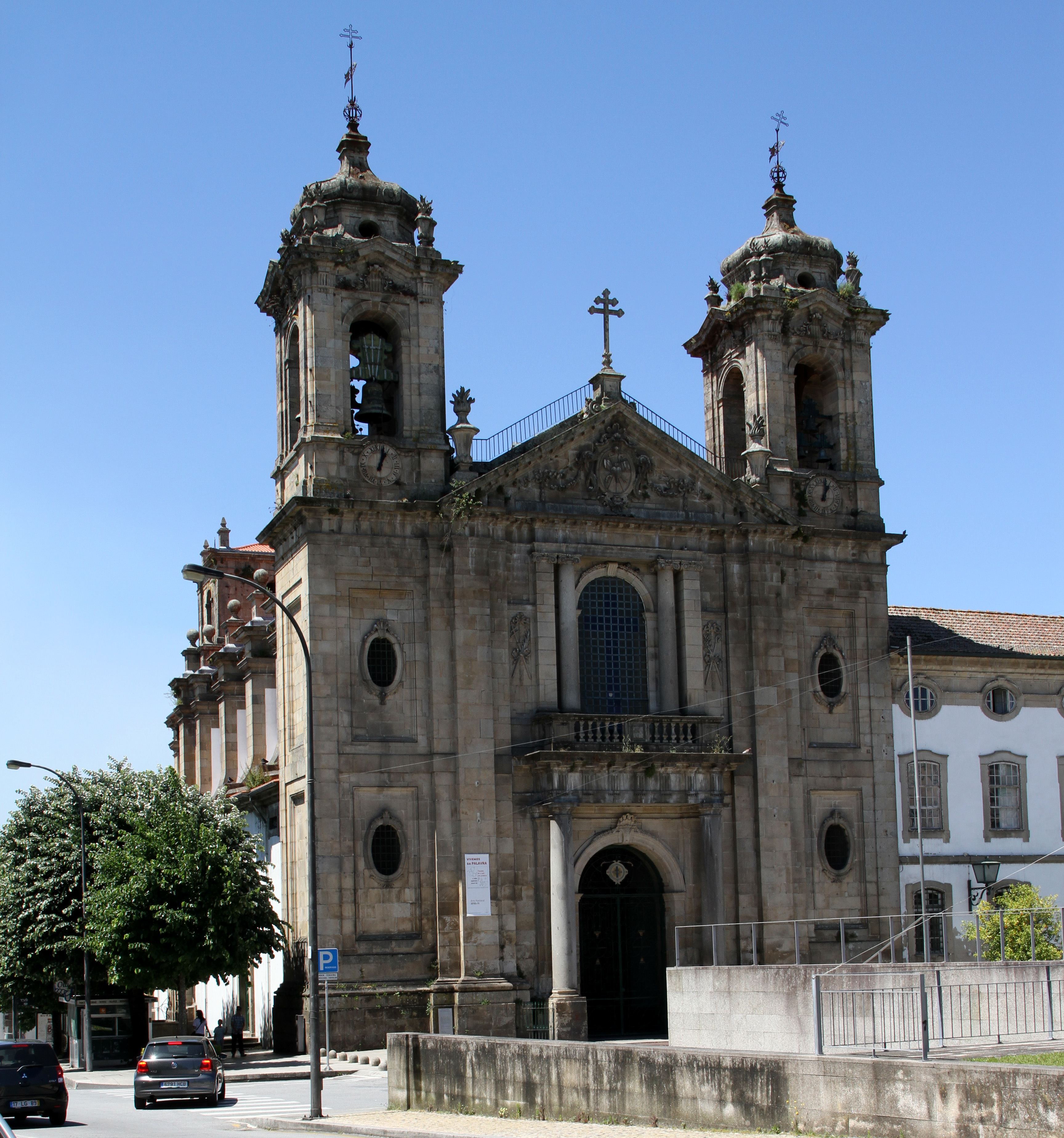
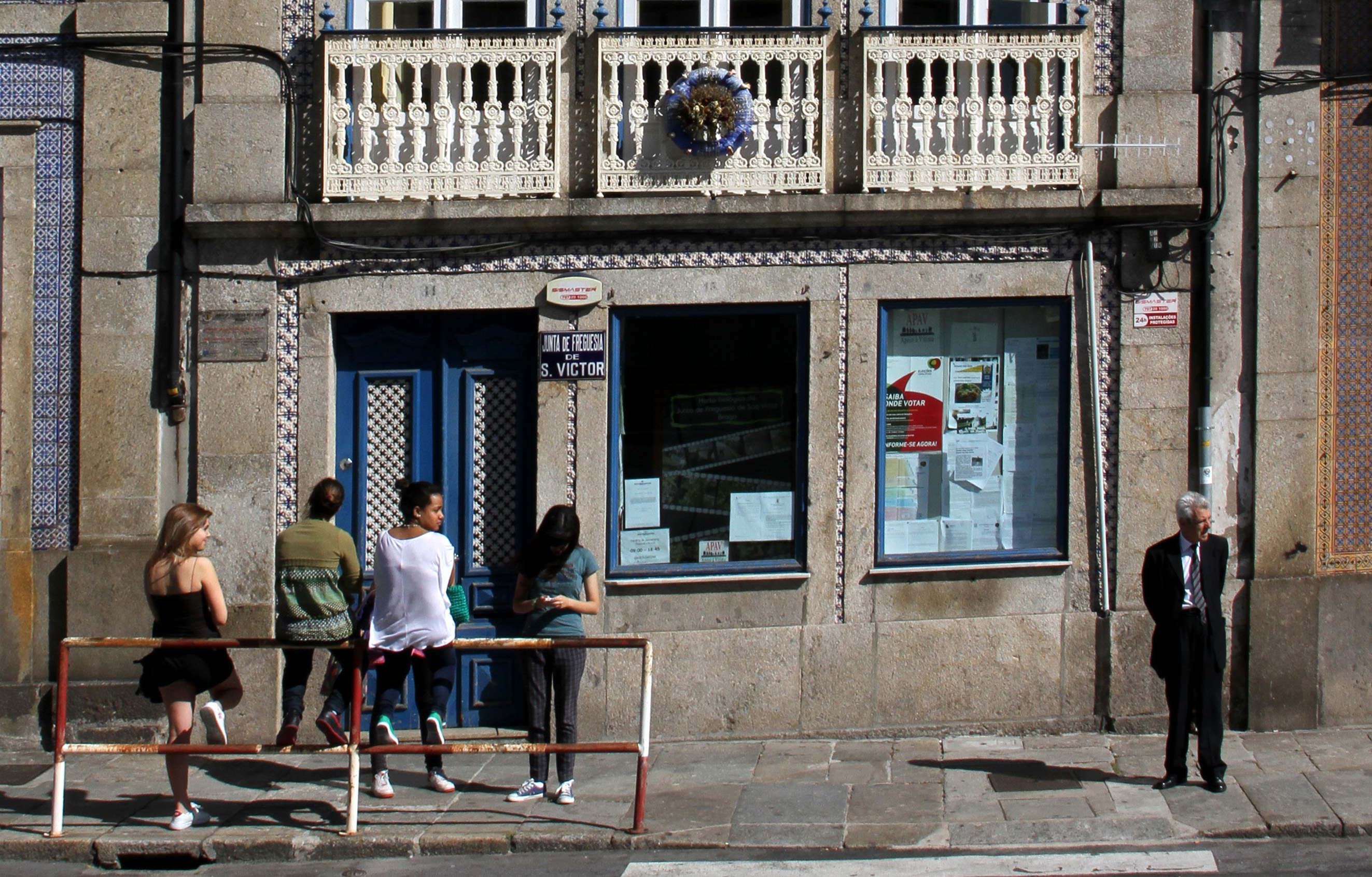
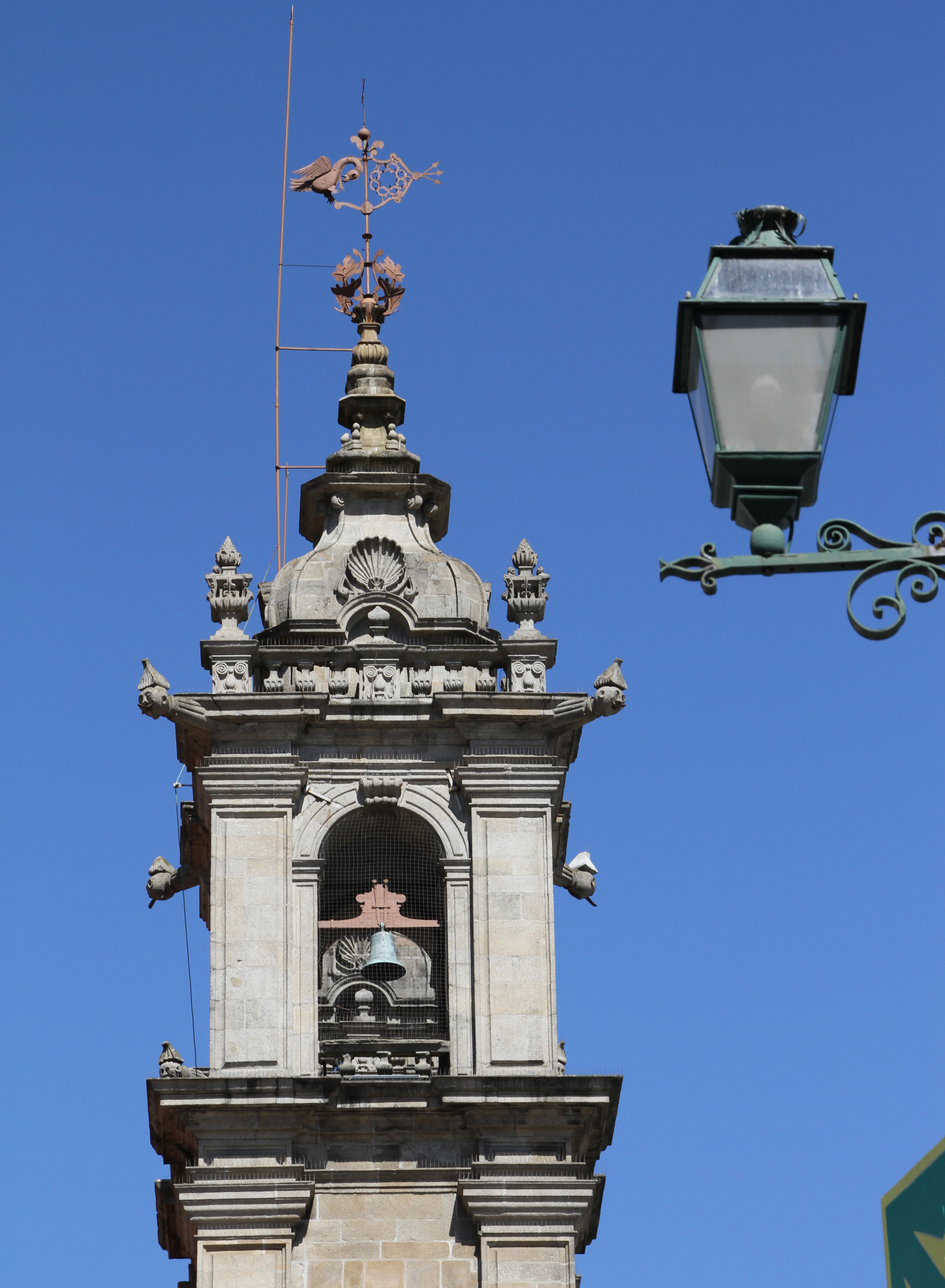
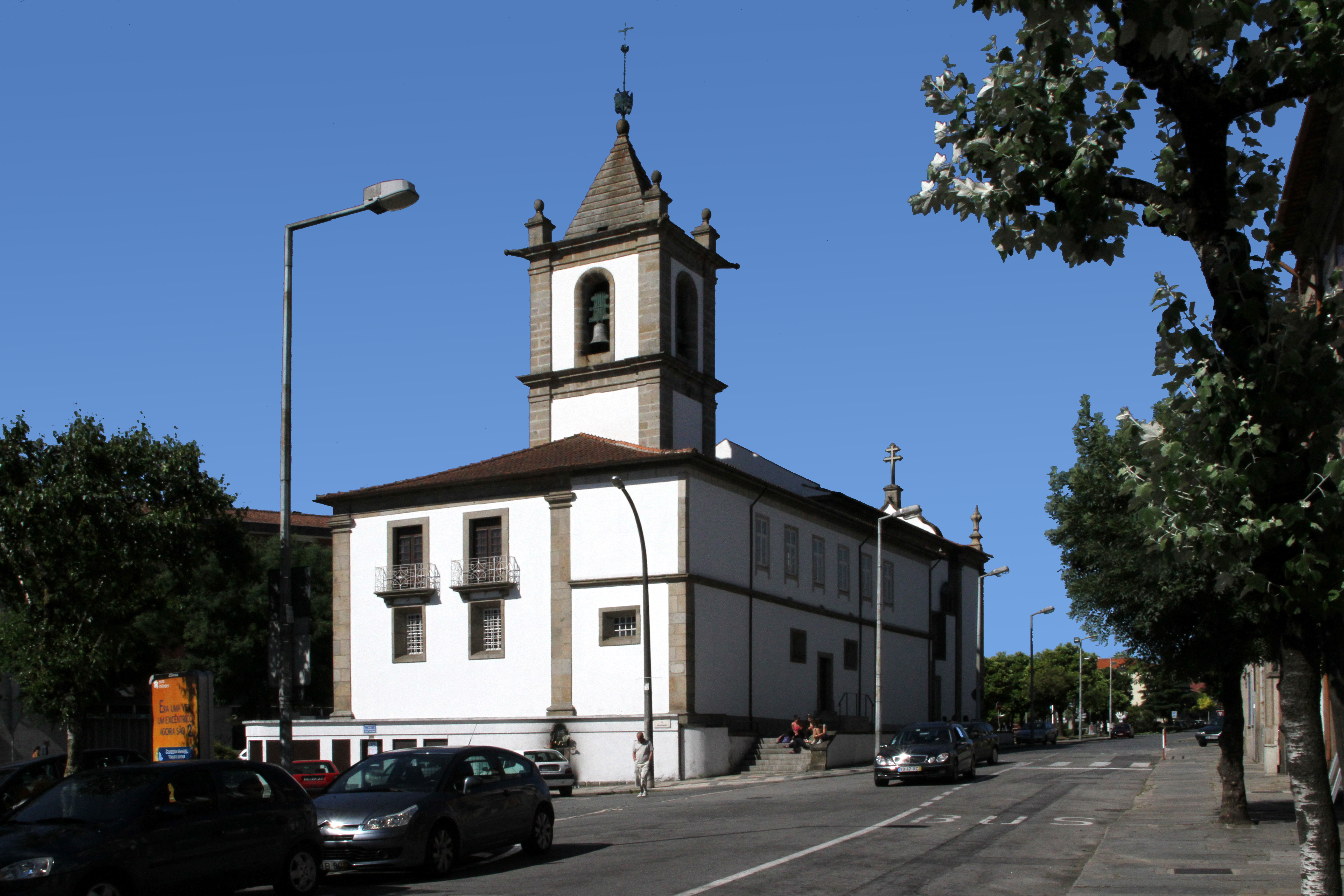
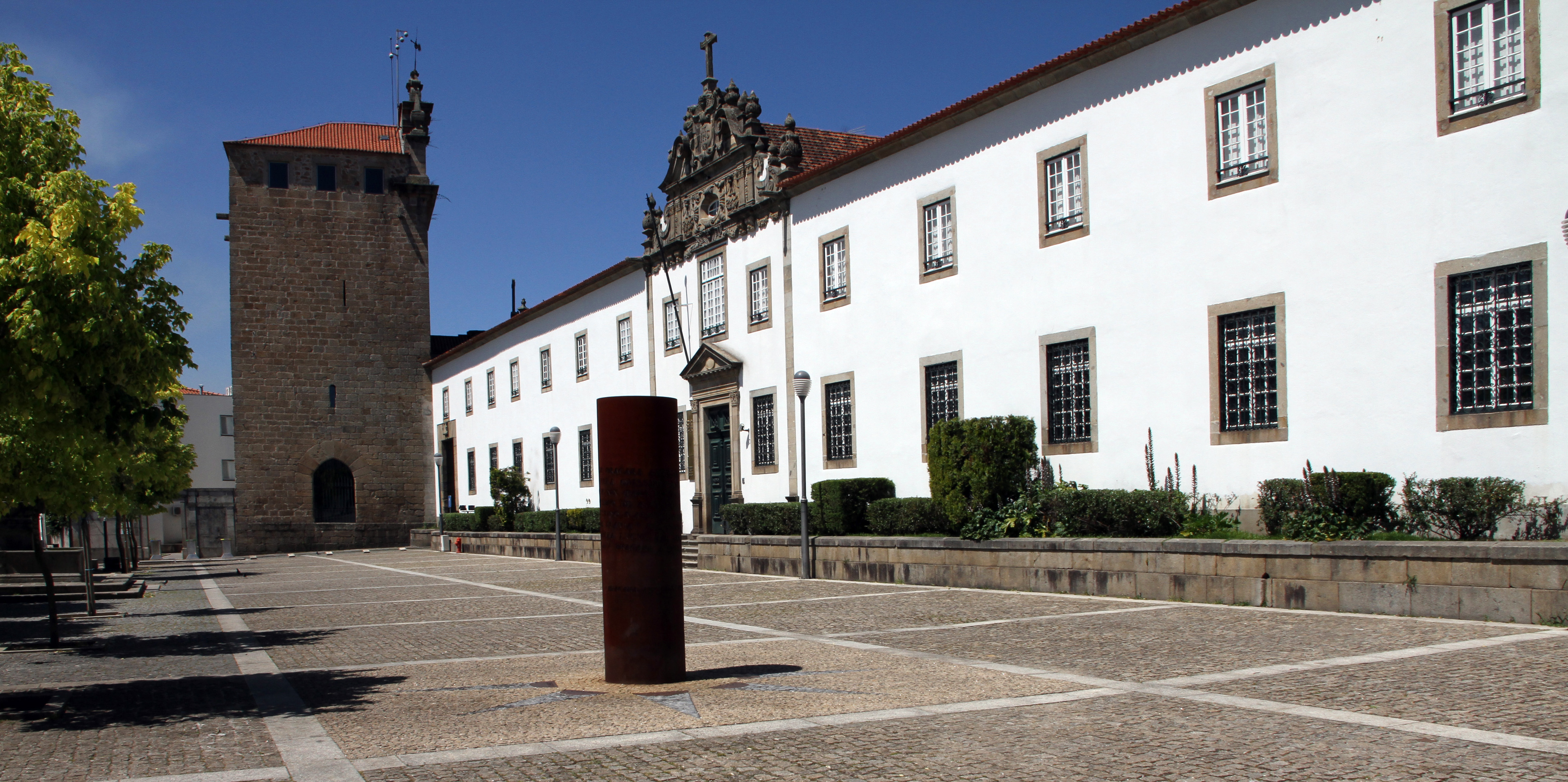
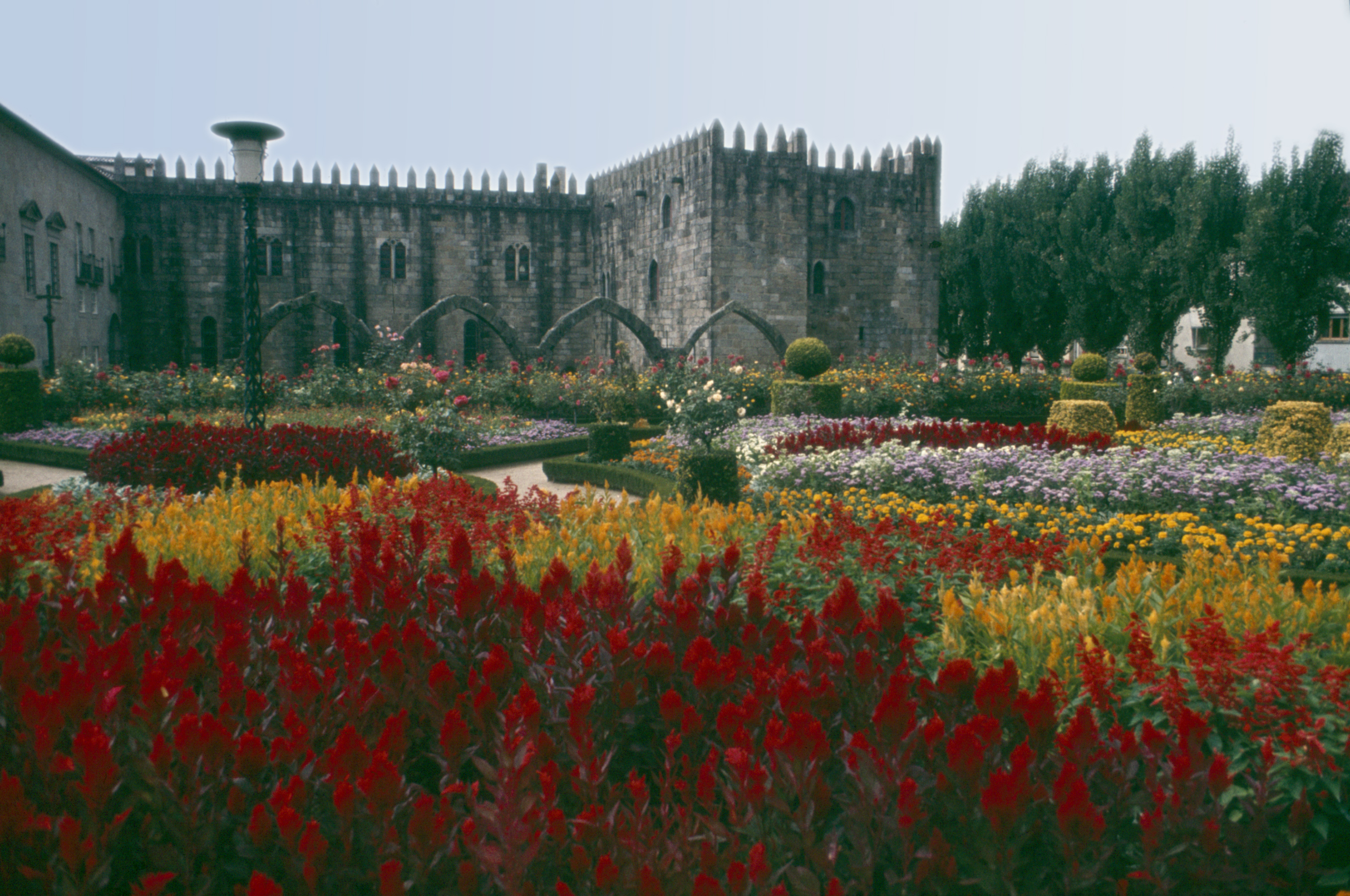

## Транспорт
- Автошлях E01

## Спорт
- Бразький муніципальний стадіон
- Брага (футбольний клуб)

## Особи
- Павло Оросій — християнський теолог.